# Told You So
Told You So es una canción del grupo inglés de música electrónica Depeche Mode compuesta por Martin Gore, publicada en el álbum Construction Time Again de 1983.

## Descripción
Told You So es una función meramente industrial en una forma dura, por mucho una de las más representativas del disco Construction Time Again y su discurso musical totalmente industrializado, y con lo cual era uno de los temas con mayor potencial para ser lanzado como disco sencillo del álbum junto a Love, in Itself y Everything Counts, a la que de hecho se asimila un poco, sin embargo, ello no pasó salvo por una edición enteramente promocional sólo para España, en realidad la primera del grupo.
La canción está construida con un sampler de percusiones duras, pues prácticamente toda la base es de sonidos percutidos, mientras Alan Wilder introdujo en secciones clave y por primera vez su característico teclado en notación grave, sólo unas cuantas notas que aumentan el dramatismo del planteamiento lírico, y una armonía rápida de teclado de notación grave a aguda consiguiendo con ello un efecto instantáneo de melodía, muy parecido al que luego DM practicaría de nuevo en temas como Master and Servant, Strangelove y But Not Tonight, sólo que en aquellas la notación sería al revés, de aguda a grave, y tocada por Alan Wilder, pues en Told You So el mismo Martin Gore tocó la melodía principal de teclado.
Además, la sonora percusión en los estribillos se realizó por los tres miembros ejecutantes de Depeche Mode, Martin Gore, Alan Wilder y Andrew Fletcher, con platillos de batería sintética, que a la postre resultarían un instrumento poco difundido aún entre los músicos de tecno, y con lo cual DM capitalizaba en aquella época todos los recursos disponibles de su género.
Aparentemente, se conservó de modo intencional la dureza de los sonidos de percusión en lugar de reprocesarlos sintéticamente, para que el tema fuera uno de los más industriales del disco, aunque resulta paradójica la rítmica composición de teclado que opaca todos esos samplers, pues únicamente consigue hacerla una canción melódica industrial. Por otro lado, es junto con la canción More Than a Party, del mismo álbum, un tema vertiginoso a un tiempo acelerado y trepidante, lo cual también influiría a temas posteriores de DM como A Question of Time o Rush.
Por último, la letra fue una de las pocas del disco, apenas quizá con las dos canciones de Wilder, que realmente oscurecían su planteamiento simbólico al hacer una alegoría sobre mentiras, abusos y muerte, concretando mejor que casi todos los temas mucho del malogrado discurso conceptual del álbum Construction Time Again, tratando el tema de las habladurías sembradas (¿por el gobierno?), y creídas por la gente, repitiendo con fuerza en su brevísimo coro “Así que pueden irse, Así te lo contaron”.

## En directo
Told You So se tocó en escenarios sólo durante dos giras, el correspondiente Construction Tour y seguidamente en el Some Great Tour, en la forma tal como aparece en el álbum, como una función industrial, con la percusión electrónica de los tres integrantes de Depeche Mode en platillos sintéticos.